# Xidazoon stephanus
Lo xidazoon (Xidazoon stephanus) è un animale estinto appartenente ai vetulicoli. Visse nel Cambriano inferiore (circa 520 milioni di anni fa); i suoi resti sono stati ritrovati in Cina, nel giacimento di Maotianshan.

## Descrizione
I fossili mostrano che il corpo di questo animale era diviso in due parti; quella anteriore era abbastanza rigonfia, con un foro all'estremità che probabilmente costituiva la bocca. Erano presenti divisioni trasversali anteriormente, ma per il resto la superficie si presentava liscia. La bocca era costituita da circa 30 placche divise in regione esterna e interna. 
La regione anteriore era dotata di cinque strutture per ogni lato, interpretate come branchie. Una regione più scura, presso il margine ventrale e quello posteriore, è stata interpretata come un endostilo. Le condizioni della parte anteriore del fossile fanno supporre che le pareti esterne dell'animale fossero sottili e che questa regione fosse in gran parte cava. 
La parte posteriore del corpo, invece, si restringeva a entrambe le estremità ed era suddivisa in sette segmenti, ricoperti da una cuticola, e da altri tre segmenti meno definiti nella zona più avanzata. Nella parte posteriore vi erano corte spine, ed era presente quello che sembra un canale alimentare con aperture terminali e un retto con tanto di muscolo dilatatore.

## Classificazione
Lo xidazoon era un rappresentante dei vetulicoli, un gruppo di organismi poco noti esclusivi del Cambriano, i cui fossili sono stati rinvenuti in Cina. Sono state riscontrate notevoli affinità con Didazoon e in particolare con Pomatrum; la parte anteriore di quest'ultimo organismo era pressoché identica a quella di Xidazoon, e per questo motivo alcuni scienziati hanno ipotizzato che i due animali fossero in realtà una sola specie. Tuttavia, le porzioni posteriori del carapace differiscono notevolmente in forma e dimensioni; la coda di Pomatrum, infine, era costituita da molti più segmenti.